# Korytno
Korytno is een plaats in het Poolse district  Radomszczański, woiwodschap Łódź. De plaats maakt deel uit van de gemeente Masłowice en telt 400 inwoners.